# 克拉茨埃山
47°18′24″N 10°19′6″E / 47.30667°N 10.31833°E

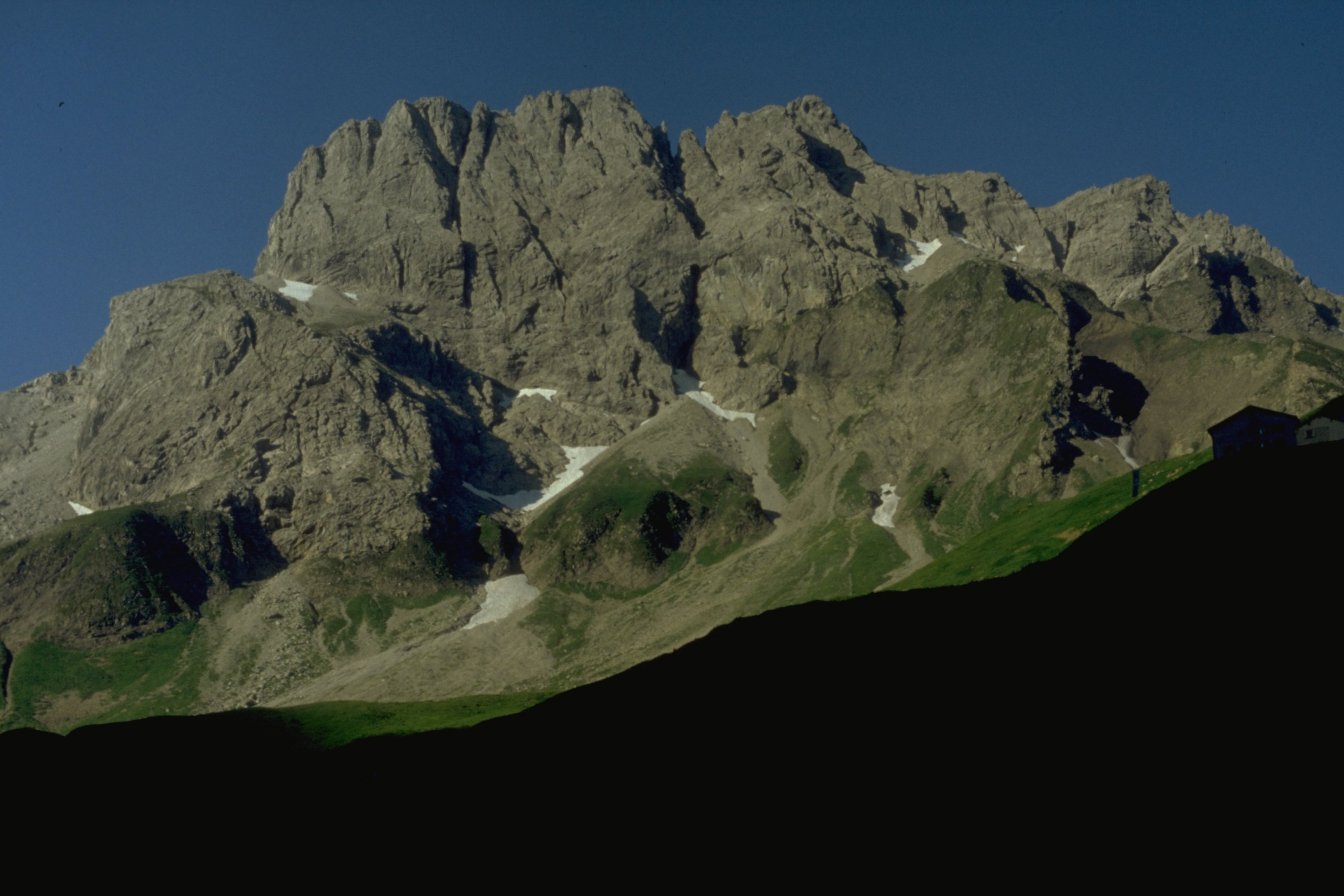

克拉茨埃山（德語：Kratzer），是中歐的山脈，位於奧地利和德國接壤的邊境，屬於阿爾高阿爾卑斯山脈的一部分，距離梅德勒加貝爾山1.7公里，海拔高度2,428米，每年平均降雨量1,730毫米。